# Alfred Fleissner
Alfred Fleissner (* 9. September 1946 in Lienz, Osttirol) ist ein deutscher Chemiker und Kognitionswissenschaftler. 
Fleissner legte 1966 die Abiturprüfung ab, studierte von 1966 bis 1971 Chemie an der Universität Hamburg und schloss mit einer Diplomarbeit im Bereich der Biochemie ab. Ab Mai 1973 war Fleissner als wissenschaftlicher Assistent tätig. Er promovierte von 1971 bis 1975 bei Günther Gercken mit einer Arbeit über die Affinitätschromatographie von Glutamatdecarboxylase im Gehirn von Ratten und Schweinen sowie deren Hemmung durch Glutaminsäureanaloge.
Seit 1995 ist Fleissner auf die Konfliktforschung und Motivationsforschung spezialisiert. Er ist Gründungs- und Vorstandsmitglied beim Hamburger Verein KLIMA, der sich mit Mobbing auseinandersetzt.

## Schriften
Monografien
- Alfred Fleissner: Affinitätschromatographische Reinigung von Glutamatdecarboxylase und ihre Inhibition durch Substratanaloge. Universität Hamburg, Dissertation, 1975, 100 Seiten.
- Alfred Fleissner: Ansatzpunkte einer biochemischen Psychiatrie. Verlag Enke, Stuttgart, 1991, ISBN 3-432-99891-0.
- Gerd Arentewicz, Dieter Struck, Alfred Fleissner: Die 45 Mobbing-Antworten. Ein Leitfaden für Betroffene, Arbeitgeber, Betriebs- und Personalräte sowie sonstige Interessenvertreter und Berater. Lit Verlag, Münster, November 2005, ISBN 978-3-8319-0376-4
- Gerd Arentewicz, Dieter Struck, Alfred Fleissner: Mobbing. Psychoterror am Arbeitsplatz, in der Schule und im Internet. Tipps und Hilfsangebote. Ellert & Richter Verlag, Hamburg, September 2009, ISBN 3-8319-0376-X

Herausgeberschaft
- Walfried Linden, Alfred Fleissner (Hrsg.): Geist, Seele und Gehirn: Entwurf eines gemeinsamen Menschenbildes von Neurobiologen und Geisteswissenschaftlern. Lit Verlag, Münster 2004, ISBN 3-8258-7973-9.